# Série de Lyman
 (février 2025).
Si vous disposez d'ouvrages ou d'articles de référence ou si vous connaissez des sites web de qualité traitant du thème abordé ici, merci de compléter l'article en donnant les références utiles à sa vérifiabilité et en les liant à la section « Notes et références ».
La série de Lyman correspond à toutes les transitions électroniques des états excités (n ≥ 2) de l'atome d'hydrogène vers son état fondamental (n = 1) et se traduit par l'émission d'une série de raies spectrales dans l'ultraviolet.
Le nombre n est le nombre quantique principal désignant le niveau d’énergie de l’électron. Les premières transitions sont nommées par des lettres grecques, en partant de la plus grande longueur d'onde : Ly α, Ly β, Ly γ, ... Au-delà de la cinquième transition, on utilise plus simplement le nombre quantique de l'état excité (par exemple Ly 8).
| Niveau d'énergie haut | Niveau d'énergie bas | Notation usuelle | Notation de Siegbahn | Notation de l'IUPAC | Longueur d'onde (nm) |
| --------------------- | -------------------- | ---------------- | -------------------- | ------------------- | -------------------- |
| 2                     | 1                    | Ly α             | Kα                   | K-L                 | 121,5                |
| 3                     | 1                    | Ly β             | Kβ1                  | K-M                 | 102,5                |
| 4                     | 1                    | Ly γ             | Kβ2                  | K-N                 | 97,2                 |
| 5                     | 1                    | Ly δ             |                      | K-O                 | 94,9                 |
| 6                     | 1                    | Ly ε             |                      | K-P                 | 93,7                 |
| 7                     | 1                    | Ly 7             |                      | K-Q                 | 93,0                 |
| 8                     | 1                    | Ly 8             |                      |                     | 92,6                 |
| 9                     | 1                    | Ly 9             |                      |                     | 92,3                 |
| 10                    | 1                    | Ly 10            |                      |                     | 92,1                 |
| 11                    | 1                    | Ly 11            |                      |                     | 91,9                 |
| Limite                | Limite               | Limite           | Limite               | Limite              | 91,15                |

La première raie du spectre ultraviolet (UV) de la série de Lyman fut découverte en 1906 par un physicien de Harvard, Theodore Lyman, qui étudiait le spectre UV en électrisant des molécules d’hydrogène. Le reste des raies du spectre fut découvert par ce même chercheur entre 1906 et 1914.
Le spectre de radiation émis par l’hydrogène est non continu. On retrouve ici une illustration de la première série de raies émises par l’hydrogène :

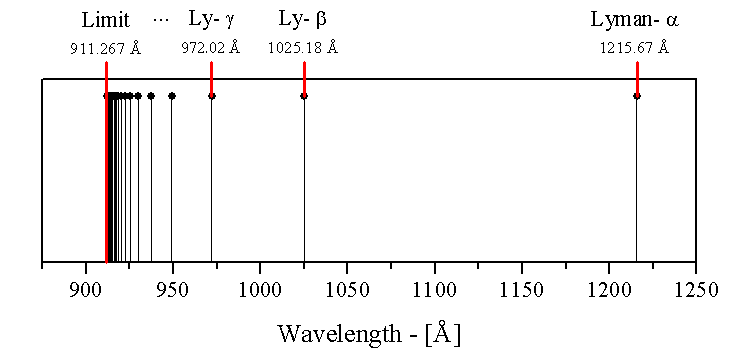
La série de Lyman.

Historiquement, l’explication de la nature d’un tel spectre posa de sérieux problèmes en physique, personne ne pouvant prédire la longueur d’onde du spectre de l'hydrogène jusqu'à ce que le Suédois Johannes Rydberg propose en 1888 une formule empirique qui résout le problème. Il testa plusieurs formules avant d'en trouver une correspondant aux raies connues. Il put alors l'utiliser pour prédire les raies non encore découvertes :
{\displaystyle {1 \over \lambda }=R_{H}\left({1}-{1 \over n^{2}}\right)\qquad \left(R_{H}=109\,677,581\;{\mbox{cm}}^{-1}\right)}
où n est un entier naturel supérieur ou égal à 2, et {\displaystyle R_{H}} la constante de Rydberg de l'hydrogène.
Ainsi donc, les raies observées correspondent à des longueurs d'onde telles que n = 2 jusqu'à n = {\displaystyle \infty } (de droite à gauche sur le spectre ci-dessus).